# Ozarba epichroma
Ozarba epichroma là một loài bướm đêm trong họ Noctuidae.